# Erich Buljung
Erich Buljung (n. 21 martie 1944, Iugoslavia) este un trăgător de tir ce a reprezentat Statele Unite ale Americii, medaliat olimpic. A participat la 2 ediții ale Jocurilor Olimpice (1984, 1988) în care a câștigat o medalie de argint.